# Przemysław Tytoń
Przemysław Tytoń (phát âm tiếng Ba Lan: [pʂɛˈmɨswaf ˈtɨtɔɲ]; sinh ngày 4 tháng 1 năm 1987) là một cầu thủ bóng đá người Ba Lan thi đấu ở vị trí  thủ môn cho câu lạc bộ FC Cincinnati tại Major League Soccer.

## Sự nghiệp cấp câu lạc bộ

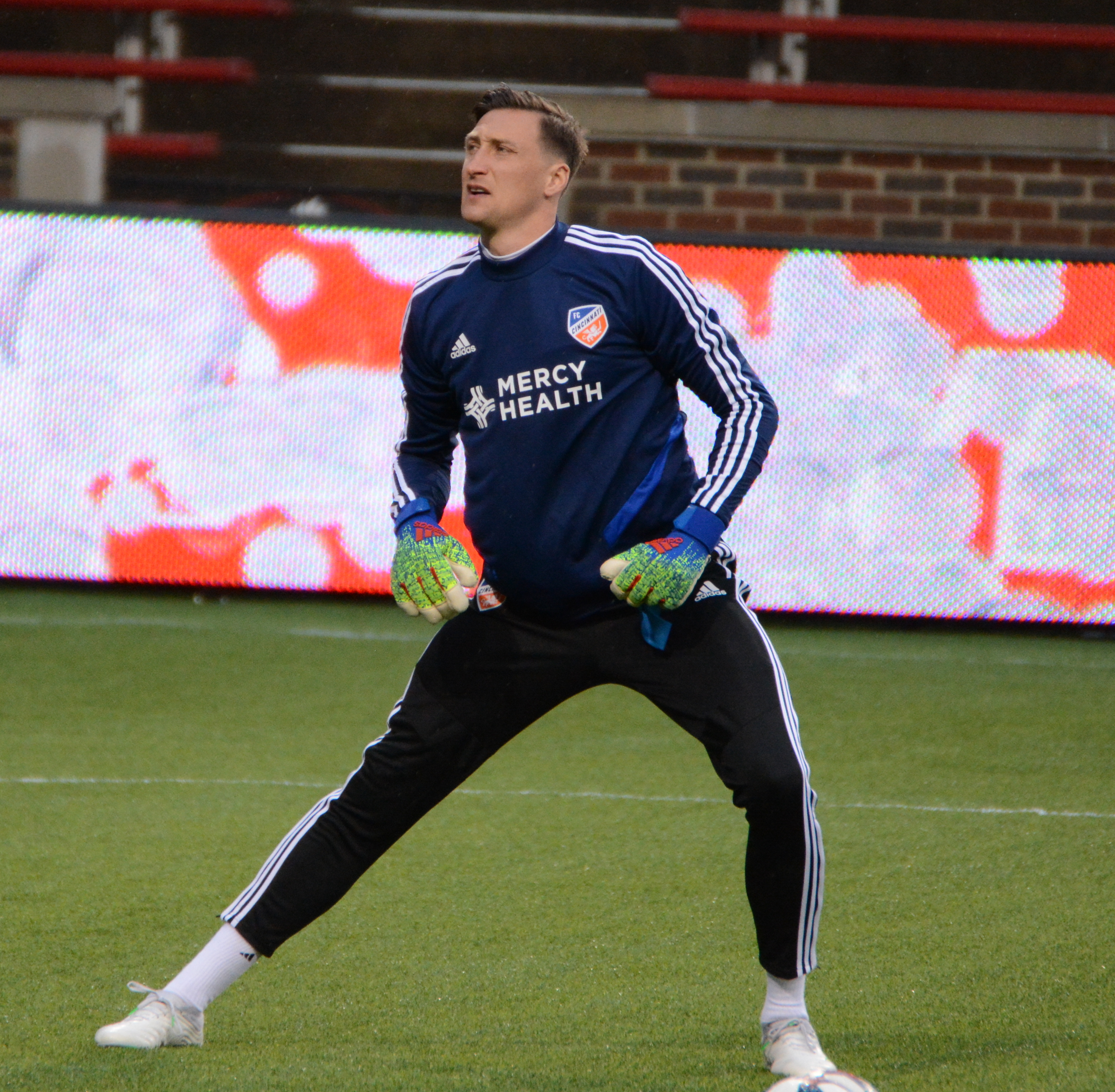
Przemysław Tytoń tại một buổi tập

Sinh ra tại Zamość, Tytoń chơi cho Górnik Łęczna cho đến cuối mùa 2006–07 khi câu lạc bộ của Ba Lan bị rớt xuống giải hạng ba vì bê bối hối lộ. Hợp đồng của anh đã bị thanh lý theo quyết định của PZPN, sau đó anh ký hợp đồng 5 năm với Roda JC.

### Roda JC
Anh có trận ra mắt Eredivisie vào nầy 29 tháng 3 năm 2008 trong trận hòa không bàn thắng trước Heracles Almelo. Tuy nhiên anh không có lần ra sân nào ở mùa bóng kế tiếp.
Tháng 1 năm 2010, Tytoń trở thành thủ môn số một của câu lạc bộ, lấy suất bắt chính từ Bram Castro. Anh đã gặp chấn thương vai vào tháng 3 năm 2011.
Sau mùa giải Eredivisie 2010–11, Tytoń được xếp là thủ môn số hai chỉ sau Maarten Stekelenburg. Anh đã nhận được lời đề nghị từ nhà vô địch KRC Genk của Bỉ nhưng đã từ chối.

### PSV
Ngày 16 tháng 8 năm 2011, PSV Eindhoven được cho là đã ký hợp đồng với Tytoń dạng cho mượn một năm, kèm điều khoản mùa đứt vào cuối mùa. Ngày 20 tháng 1 năm 2012 có thông tin PSV đã ký với Tytoń bản hợp đồng 4 năm.
Ngày 18 tháng 9 năm 2011, Tytoń có một pha chấn thương nặng sau khi va chạm với đồng đội trong trận đấu giữa PSV và Ajax, sau đó được khiên ra ngoài sân bằng cáng, làm trận đấu bị hoãn 15 phút. Do không có thương tổn nào nghiêm trọng nên anh được xuất viện vào ngày hôm sau. Trong trận đấu tại Europa League gặp FC Rapid București (2–1) Tyton đã trở lại khung gỗ của PSV.
Tytoń nhanh chóng lấy lại phong độ trong màu áo PSV sau khi khỏi chấn thương và thay thế cựu thủ môn bắt chính Andreas Isaksson, ở thời điểm Phillip Cocu được công bố làm huấn luyện viên kế nhiệm Fred Rutten vào tháng 3 năm 2012. Sau nhiều trận đấu căm go, anh đặc biệt thể hiện tài năng của mình trong trận bán kết KNVB Beker 2011–12 gặp SC Heerenveen khi PSV tiến vào chung kết sau chiến thắng 3–1. Tytoń đôi khi hóa giải nhiều tình huống ăn bàn từ đối phương và cản phá một quả phạt đền của vua phá lưới Eredivise 2011–12 Bas Dost. Anh sau đó được giới truyền thông và người hâm mộ mệnh danh là "Sát thủ phá phạt đền".
Anh có mặt trong trận chung kết KNVB Beker vào ngày 8 tháng 4 năm 2012, khi PSV hạ Heracles Almelo 3–0.
Ở đầu mùa 2012–13, Tytoń nhận áo số 1 tại PSV sau khi Isaksson ra đi. Anh trở thành vị trí số một trong khung gỗ, xếp trên bảng hợp đồng mới Boy Waterman. Tuy nhiên sau năm trận đấu, Tytoń bị đẩy lên băng ghế dự bị bởi Waterman được huấn luyện viên mới Dick Advocaat tin dùng làm thủ môn số một hơn.

#### Elche (mượn)
Ngày 4 tháng 7 năm 2014, Tytoń gia nhập câu lạc bộ Elche của La Liga với bản hợp đồng cho mượn dài một năm.

### VfB Stuttgart
Ở mùa 2015–16 Tytoń chuyển đến VfB Stuttgart.

### Deportivo La Coruña
Ngày 30 tháng 6 năm 2016, Tytoń ký hợp đồng 3 năm với Deportivo de La Coruña, anh trở lại Tây Ban Nha chỉ một năm sau khi rời Elche.

### FC Cincinnati
Ngày 13 tháng 12 năm 2018, Tytoń gia nhập câu lạc bộ FC Cincinnati của Major League Soccer ngày trước thềm mùa giải MLS 2019.

## Thống kê sự nghiệp

### Câu lạc bộ
Tính đến 12 tháng 10 năm 2020
| Câu lạc bộ          | Mùa                | Giải                | Giải    | Giải      | Cúp quốc gia | Cúp quốc gia | Liên lục địa | Liên lục địa | Khác    | Khác      | Tổng cộng | Tổng cộng |
| Câu lạc bộ          | Mùa                | Hạng đấu            | Số trận | Bàn thắng | Số trận      | Bàn thắng    | Số trận      | Bàn thắng    | Số trận | Bàn thắng | Số trận   | Bàn thắng |
| ------------------- | ------------------ | ------------------- | ------- | --------- | ------------ | ------------ | ------------ | ------------ | ------- | --------- | --------- | --------- |
| Górnik Łęczna       | 2005–06            | Ekstraklasa         | 5       | 0         | 0            | 0            | -            | -            | -       | -         | 5         | 0         |
| Górnik Łęczna       | 2006–07            | Ekstraklasa         | 15      | 0         | 0            | 0            | -            | -            | -       | -         | 15        | 0         |
| Górnik Łęczna       | Tổng cộng          | Tổng cộng           | 20      | 0         | 0            | 0            | 0            | 0            | 0       | 0         | 20        | 0         |
| Roda JC Kerkrade    | 2007–08            | Eredivisie          | 1       | 0         | 0            | 0            | -            | -            | 0       | 0         | 1         | 0         |
| Roda JC Kerkrade    | 2008–09            | Eredivisie          | 0       | 0         | 0            | 0            | -            | -            | 0       | 0         | 0         | 0         |
| Roda JC Kerkrade    | 2009–10            | Eredivisie          | 16      | 0         | 0            | 0            | -            | -            | 4       | 0         | 20        | 0         |
| Roda JC Kerkrade    | 2010–11            | Eredivisie          | 27      | 0         | 3            | 0            | -            | -            | -       | -         | 30        | 0         |
| Roda JC Kerkrade    | 2011–12            | Eredivisie          | 2       | 0         | 0            | 0            | -            | -            | -       | -         | 2         | 0         |
| Roda JC Kerkrade    | Tổng cộng          | Tổng cộng           | 46      | 0         | 3            | 0            | 0            | 0            | 4       | 0         | 53        | 0         |
| PSV                 | 2011–12            | Eredivisie          | 12      | 0         | 3            | 0            | 3            | 0            | -       | -         | 18        | 0         |
| PSV                 | 2012–13            | Eredivisie          | 6       | 0         | 1            | 0            | 2            | 0            | 1       | 0         | 10        | 0         |
| PSV                 | 2013–14            | Eredivisie          | 6       | 0         | 1            | 0            | 3            | 0            | 0       | 0         | 10        | 0         |
| PSV                 | Tổng cộng          | Tổng cộng           | 24      | 0         | 5            | 0            | 8            | 0            | 1       | 0         | 38        | 0         |
| Elche (mượn)        | 2014–15            | La Liga             | 32      | 0         | 3            | 0            | -            | -            | -       | -         | 35        | 0         |
| VfB Stuttgart       | 2015–16            | Bundesliga          | 30      | 0         | 0            | 0            | -            | -            | -       | -         | 30        | 0         |
| Deportivo La Coruña | 2016–17            | La Liga             | 13      | 0         | 0            | 0            | -            | -            | -       | -         | 13        | 0         |
| Deportivo La Coruña | 2017–18            | La Liga             | 2       | 0         | 1            | 0            | -            | -            | -       | -         | 3         | 0         |
| Deportivo La Coruña | 2018–19            | Segunda División    | 0       | 0         | 0            | 0            | -            | -            | -       | -         | 0         | 0         |
| Deportivo La Coruña | Tổng cộng          | Tổng cộng           | 15      | 0         | 1            | 0            | 0            | 0            | 0       | 0         | 16        | 0         |
| FC Cincinnati       | 2019               | Major League Soccer | 15      | 0         | 2            | 0            | -            | -            | -       | -         | 17        | 0         |
| FC Cincinnati       | 2020               | Major League Soccer | 12      | 0         | —            | —            | —            | —            | —       | —         | 12        | 0         |
| FC Cincinnati       | Tổng cộng          | Tổng cộng           | 27      | 0         | 2            | 0            | 0            | 0            | 0       | 0         | 29        | 0         |
| Tổng kết sự nghiệp  | Tổng kết sự nghiệp | Tổng kết sự nghiệp  | 194     | 0         | 14           | 0            | 8            | 0            | 5       | 0         | 221       | 0         |

1. ↑  SỐ trận ra sân tại vòng play-off Europa League
2. 1 2 3  Số trận ra sân tại UEFA Europa League
3. ↑  SỐ trận ra sân tại Johan Cruyff Shield

Đội dự bị
| Thể hiện tại câu lạc bộ | Thể hiện tại câu lạc bộ | Thể hiện tại câu lạc bộ | Giải    | Giải      | Tổng cộng | Tổng cộng |
| Mùa                     | Câu lạc bộ              | Giải                    | Số trận | Bàn thắng | Số trận   | Bàn thắng |
| ----------------------- | ----------------------- | ----------------------- | ------- | --------- | --------- | --------- |
| 2013–14                 | Jong PSV                | Jupiler League          | 7       | 0         | 7         | 0         |
| Tổng kết sự nghiệp      | Tổng kết sự nghiệp      | Tổng kết sự nghiệp      | 7       | 0         | 7         | 0         |

## Danh hiệu
PSV
- Cúp KNVB: 2011–12
- Johan Cruyff Shield: 2012